# Yellow-Zebra
Yellow-Zebra（いえろ～ぜぶら）是設立於福岡的一個日本個人同人組織。

## 概要
組織主要由芳葉（芳葉）及らんてぃ（らんてぃ）兩名男性營運，主要以製作同人音樂專輯及廣播劇CD為主。在2007年，Yellow-Zebra因推出漫才廣播劇『第2回東方M-1漫才大獎賽』（第2回東方M-1ぐらんぷり）而一舉成為知名的同人組織之一。
音樂專輯主要是收錄一些由東方Project的背景音樂改編，再由歌手演唱的歌曲，另外還會收錄製作員之間的對談內容。
2009年6月16日，Yellow Zebra宣佈姐妹組織「False&Trues」建成。這組織主要擔當電子風歌曲的製作。
Yellow Zebra所屬的比較出名的歌手有藤宮ゆき、うっちー、紗菜、雨崎あや等人，後兩者現在已退出Yellow Zebra，且都分別只參加過一次Yellow Zebra的音樂專輯製作，現時仍然由前兩者擔任主要歌手。
因為環境的問題及各種私人的因素將解散，並在C81發行其最後一張專輯。后于2012年宣布组成新社团あ~るの~と（R-note），社团由芳葉、らんてぃ、藤宮ゆき和うっちー组成。

## 歷史
- 2006年

12月13日－開設官方網頁，並在Comic Market 73（12月31日）發佈第一枚東方Project編曲CD『東方弦想歌 ～Color of Flower～』，隨後直至2009年春，共推出過10張。
- 2007年

5月20日－在第4回博麗神社例大祭發佈漫才廣播劇CD『東方M-1漫才大獎賽』。
12月31日－在C73發佈『第2回東方M-1漫才大獎賽』。
- 2008年

12月31日－在C75發佈『第3回東方M‐1漫才大獎賽』。
- 2009年

2月18日－宣佈協助世嘉於3月5日推出的遊戲『第七龙神』的宣傳活動。
6月16日－宣佈建立新的姊妹組織「False&Trues」。

## 主要作品一覽

### Yellow Zebra 音樂專輯
- 東方弦想歌 ～Color of Flower～ （页面存档备份，存于）（C71）
- 東方蓬千歌 ～Sound of Chord～ （页面存档备份，存于）（例大祭4）
- 東方スプラッシュ! （页面存档备份，存于）（C72）
- 東方讃月歌 ～Smell of Flap～ （页面存档备份，存于）（C73）
- 東方染紅歌 〜Fate of Blood〜 （页面存档备份，存于）（Comic1☆2）
- 東方絢彩歌 ～Touch of Air～ （页面存档备份，存于）（例大祭5）
- 東方ASSOCIATION（例大祭5，與另一同人組織電開製作所合作）
- SENSEASONS （页面存档备份，存于）（C74）
- 東方輪衝歌 ～Moment of Impulse～ （页面存档备份，存于）（C75）
- 東方月響歌 ～Ballad of Moon～ （页面存档备份，存于）（例大祭6）
- 東方彗麗歌 ～Orbit of Diffusion～ （页面存档备份，存于）（C76）
- いえろ～ぜぶら　あーかいぶ （页面存档备份，存于）（C77）
- 東方星聖歌 ～Decision of Purpose～ （页面存档备份，存于）（例大祭7）
- 東方ESCALATION（例大祭7，與另一同人組織有限会社るざりん合作）
- 東方愁爽歌 ～Landing of Truth～ （页面存档备份，存于）（C78）
- 東方TRITONATION（C78，與有限会社るざりん合作）

### False&Trues 音樂專輯
- technological（C76）
- techmatrix（C77）

### 東方M-1漫才大獎賽系列
東方M-1漫才大獎賽（東方M-1ぐらんぷり）是以東方Project的角色為題材的漫才廣播劇CD及DVD系列。第一集的名稱是『東方M-1漫才大獎賽』，但多數人都稱之為『第1回東方M-1漫才大獎賽』與其他的集數作區分。
- 東方M-1漫才大獎賽（2007年5月20日，例大祭4）
- 第2回東方M‐1漫才大獎賽（2007年12月31日，C73）
- 第3回東方M‐1漫才大獎賽（2008年12月31日，C75）
- 第4回東方M‐1漫才大獎賽（2009年12月30日，C77）
- 第5回東方M‐1漫才大獎賽（2010年12月30日，C79）
- 第6回東方M‐1漫才大獎賽（2011年12月30日，C81）

至此，Yellow-Zebra正式解散。以下为R-note创作的：
- 第7回東方M‐1漫才大獎賽（2012年12月30日，C83）
- 第8回東方M‐1漫才大獎賽（2013年12月30日，C85）
- 第9回東方M‐1漫才大獎賽（2014年12月29日，C87）
- 第10回東方M‐1漫才大獎賽（2015年12月30日，C89）
- 第11回東方M‐1漫才大獎賽（2016年12月29日，C91）
- 第12回東方M‐1漫才大獎賽（2017年12月29日，C93）
- 東方M-1漫才大獎賽EX 博麗神社漫才夏祭（2017年8月10日，C94）
- 第13回東方M‐1漫才大獎賽（2018年12月30日，C95）

### 其他有參與的作品
- 東方ねば～ランド（C73，とろろ.net）

## 成員

### 主要成員
- 芳葉

男性。在Yellow Zebra內主要擔任音樂作詞、作/編曲及樂器演奏。在東方M-1漫才大獎賽系列擔任旁白。
自12歲就已經作為一名結他手參加過不同的組合，並且因為興趣而接觸過更多的樂器。現在本人在一個原創樂隊中擔任歌手、結他手、作詞、作曲以及鼓手等等，還作為一名作詞家為其他個人樂曲或團體作詞。
- らんてぃ

男性。在Yellow Zebra內主要擔任編曲及音響工程師。在東方M-1漫才大獎賽系列出演森近霖之助。
過去曾在某製造商內擔任背景音樂、聲效製作，現在則作為一名自由身的音樂創作者參與各錄音BGM的編曲參作。另外本人也隸屬於一個搞笑團體，定期舉行表演。
在『第七龙神』的漫才廣告動畫之中聲演、等角色。
- 藤宮 由季（藤宮 ゆき）

女性。Yellow-Zebra看板歌手之一。出演『第1回東方M-1漫才大獎賽』時使用的名義，而往後出演『東方M‐1漫才大獎賽系列』以及歌唱時則使用的名義。在東方M-1漫才大獎賽系列主要演出愛莉絲·瑪嘉托洛伊德、八雲藍等角色。
歌唱上較擅長高音，其高音甚至被其他成員稱為「藤宮高音」，うっちー也說她自己發不出那麼高的聲音，因此由季所唱的歌大多都對聲線之高有很大的要求。她的同學和朋友都說她的聲音很有特徵，連芳葉和らんてぃ也同意，不過由季的母親則說「明明聲音沒有甚麼特徵為甚麼還能擔當到聲優呢？」（あまり特徵無い声なのに声優なんてできるの？），本人也自問「有特徵嗎？」（特徵あるかな？），似乎對自己聲線沒有甚麼自覺。
因為在製作者對談中經常都很活躍發言，所以芳葉和らんてぃ說她是「說很多話的歌手」（よくしゃべるボーカル）。當對談中有人問「藤宮由季是怎樣的人啊？」（藤宮ゆきはどんな人ですか？）時，Yellow Zebra同組織所屬的ねね就形容她是「喜歡掛上紅眼鏡的小貓的人」（赤いめがねをかけたキティちゃん好き）「經常散發粉紅之氣的人」（常にピンクのオーラを出している人）「如其聲所示之人」（声の通りの人）等等。
此外，由季本人居住在首都圈之中，只有錄音的時候才會前往Yellow Zebra所在的福岡。
在『第七龙神』的漫才廣告動畫之中聲演。
- うっちー

女性，本名為內園明希（うちぞのあき），Yellow-Zebra看板歌手之一。出身於福岡縣北九州市，生日是11月29日。
うっちー的官方網站為「王娘」。「王娘」曾經有一段時間停止活動，直至2009年5月31日宣佈同年6月20日再有表演。
與藤宮由季不同，うっちー完全沒有出演過『東方M-1漫才大獎賽』系列。另外也甚少於製作者對談之中發言，當初發言的時候更因大家都不知她是誰，而被戲稱為「VOCALOID」。樣貌年輕，但歌唱上與由季相反，擅長低音，聲線較為有力，雖然有翻唱過不少由季唱過的歌曲，不過因為她的聲質和唱法也不同，所以即使是同一首歌給人的印象也完全不同。唱的時候很多時都不跟從指示而以自己的方法唱歌，常給製作人芳葉和らんてぃ意想不到的驚喜。
她曾在製作者的對談中說過，她的年齡與年輕的藤宮由季的相差不短，與芳葉及らんてぃ都是出身於紅白機世代，現在仍然非常喜歡遊玩紅白機遊戲。
音樂方面則較愛好節奏藍調及演歌。人物方面則尊敬成龍。

### 其他成員
以下列出現在或過去的Yellow-Zebra成員。
- 紗菜

女性。曾參與『東方弦想歌 ～Color of Flower～』的歌唱。
- 雨崎 彩（雨崎 あや）

女性。曾參與『SENSEASONS』的歌唱。
- やーまそ

曾參與『東方ASSOCIATION』的編曲。
- 沌

現擔任『東方M-1漫才大獎賽』系列的動畫製作。過往的名義為「沌x」。
最初在2008年初時並不屬社內成員，當時他以原本『第2回東方M-1漫才大獎賽』的音源配以本人製作的動畫，在NICONICO動畫上投稿。其精細製作的動畫使得『東方M-1漫才大獎賽』系列大受歡迎，沌本人還受到Yellow-Zebra的電郵聯絡加入作為繪師的邀請。到『第3回東方M-1漫才大獎賽』時，「沌x」的名字出現在製作名單之中。
- ヤマドゥ

在『第1回東方M-1漫才大獎賽』及『第2回東方M-1漫才大獎賽』擔任構成。
- 山田 貴正

在『第3回東方M-1漫才大獎賽』及『第4回東方M-1漫才大獎賽』擔任構成。
- 串間 あつじ

在『第3回東方M-1漫才大獎賽』擔任構成。

## 『東方M-1漫才大獎賽』聲優名單
| 角色原出處 | 角色名稱              | 日文名稱 | 聲優     | 聲優出演集數 |
| ---------- | --------------------- | -------- | -------- | ------------ |
| 主人公     | 博麗靈夢              |          |          | 1,2,4        |
| 主人公     | 博麗靈夢              | 3,6      |          |              |
| 主人公     | 霧雨魔理沙            |          |          | 1            |
| 主人公     | 霧雨魔理沙            | 2        |          |              |
| 主人公     | 霧雨魔理沙            | 3,4,6    |          |              |
| 紅魔鄉     | 露米亞                |          |          | 3            |
| 紅魔鄉     | 奇露諾                |          |          | 1,2,3        |
| 紅魔鄉     | 紅美鈴                |          |          | 2            |
| 紅魔鄉     | 帕邱莉·諾雷姬         |          |          | 2,3          |
| 紅魔鄉     | 十六夜咲夜            |          |          | 1            |
| 紅魔鄉     | 十六夜咲夜            | 3        |          |              |
| 紅魔鄉     | 十六夜咲夜            | 5,6      |          |              |
| 紅魔鄉     | 蕾米莉亞·斯卡雷特     |          |          | 1            |
| 紅魔鄉     | 蕾米莉亞·斯卡雷特     | 4        |          |              |
| 紅魔鄉     | 蕾米莉亞·斯卡雷特     | 6        |          |              |
| 紅魔鄉     | 芙麗朵露·斯卡雷特     |          |          | 1,2,3,5      |
| 紅魔鄉     | 芙麗朵露·斯卡雷特     | 6        |          |              |
| 妖妖夢     | 蕾迪·霍瓦特蘿克       |          |          | 3            |
| 妖妖夢     | 橙                    |          |          | 2,3,4,5,6    |
| 妖妖夢     | 愛莉絲·瑪嘉托洛伊德   |          | 藤宮由季 | 1,3          |
| 妖妖夢     | 莉莉白                |          | 初音未來 | 2,6          |
| 妖妖夢     | 莉莉卡·普莉茲姆利巴   |          |          | 3            |
| 妖妖夢     | 魂魄妖夢              |          |          | 1,3          |
| 妖妖夢     | 西行寺幽幽子          |          |          | 1            |
| 妖妖夢     | 西行寺幽幽子          | 3        |          |              |
| 妖妖夢     | 八雲藍                |          | 藤宮由季 | 1,2,3,4,5,6  |
| 妖妖夢     | 八雲紫                |          |          | 1,2          |
| 妖妖夢     | 八雲紫                | 3,4      |          |              |
| 妖妖夢     | 八雲紫                | 6        |          |              |
| 萃夢想     | 伊吹萃香              |          |          | 3,4          |
| 永夜抄     | 莉格露·奈特巴格       |          |          | 3            |
| 永夜抄     | 米斯蒂姬·蘿蕾拉       |          |          | 3            |
| 永夜抄     | 上白澤慧音            |          |          | 2,3,4,6      |
| 永夜抄     | 因幡帝                |          |          | 2,3          |
| 永夜抄     | 鈴仙·優曇華院·稻葉    |          |          | 2            |
| 永夜抄     | 八意永琳              |          |          | 2,3,4        |
| 永夜抄     | 蓬萊山輝夜            |          |          | 1,2,4        |
| 永夜抄     | 藤原妹紅              |          |          | 2            |
| 永夜抄     | 藤原妹紅              | 4        |          |              |
| 花映塚     | 小野塚小町            |          |          | 2,3,6        |
| 花映塚     | 四季映姬·ヤマザナドゥ |          |          | 1            |
| 花映塚     | 四季映姬·ヤマザナドゥ | 3,5,6    |          |              |
| 花映塚     | 莉莉黑                |          |          | 6            |
| 風神錄     | 鍵山雛                |          |          | 4,6          |
| 風神錄     | 河城似鳥              |          |          | 2            |
| 風神錄     | 河城似鳥              | 3,4,6    |          |              |
| 風神錄     | 犬走椛                |          |          | 3            |
| 風神錄     | 射命丸文              |          |          | 1            |
| 風神錄     | 射命丸文              | 3,6      |          |              |
| 風神錄     | 東風谷早苗            |          |          | 3            |
| 風神錄     | 東風谷早苗            | 4        |          |              |
| 風神錄     | 八坂神奈子            |          |          | 3,4          |
| 風神錄     | 洩矢諏訪子            |          |          | 3,4          |
| 地靈殿     | 水橋帕魯茜            |          |          | 4            |
| 地靈殿     | 星熊勇儀              |          |          | 4            |
| 地靈殿     | 古明地覺              |          |          | 4            |
| 地靈殿     | 火焔貓燐              |          |          | 4,6          |
| 地靈殿     | 靈烏路空              |          |          | 4,6          |
| 地靈殿     | 古明地戀              |          |          | 4            |
| 其他       | 稗田阿求              |          |          | 2            |
| 其他       | 稗田阿求              | 6        |          |              |
| 其他       | 森近霖之助            |          |          | 1,2,3,4,5,6  |
| 其他       | 旁白                  |          |          | 1,2,3,4,5,6  |
| 其他       | 紅美鈴（中文）        |          |          | 3            |
| 其他       | 人形魔理沙            |          | 藤宮由季 | 3            |
| 其他       | 笑渦女命              |          | 高澄仁美 | 6            |

- りぇる

女性，出身於福岡縣。在東方M-1漫才大獎賽系列主要演出博麗靈夢、魂魄妖夢、鈴仙·優曇華院·稲葉等角色。
- 燐

女性。在東方M-1漫才大獎賽系列演出露米亞。
- NEVE

女性。在東方M-1漫才大獎賽系列演出奇露諾及蓬萊山輝夜。
- 小池 真希

女性。在東方M-1漫才大獎賽系列主要演出紅美鈴。
- ねね

女性。在東方M-1漫才大獎賽系列主要演出帕邱莉·諾雷姬等角色。
- リッキー

女性。在東方M-1漫才大獎賽系列主要演出蕾米莉亞·斯卡雷特等角色。
- 水野 遙（水野 はるか）

女性。在東方M-1漫才大獎賽系列主要演出蕾迪·霍瓦特蘿克、藤原妹紅等角色。
- 和 龍之介（和 龍之介）

女性。在東方M-1漫才大獎賽系列主要演出橙、上白澤慧音等角色。
- 橘 純麗（橘 純麗）

女性。在東方M-1漫才大獎賽系列主要演出莉莉卡·普莉茲姆利巴等角色。
她是一名半職業聲優，在NICONICO動畫上活躍，亦在劇團中活躍演出。
- 名取 亞紀（名取 亜紀）

女性。在東方M-1漫才大獎賽系列演出莉格露·奈特巴格，在第4回演出東風谷早苗。
- 藤宮 藻奈（藤宮 もな）

女性。在第1至3回東方M-1漫才大獎賽主要演出米斯蒂姬·蘿蕾拉、洩矢諏訪子等角色。
- 姬野 彩香（姫野 あやか）

女性。在東方M-1漫才大獎賽系列主要演出因幡帝、八意永琳等角色。
- 春季 惠（春季 めぐみ）

女性。在第3回東方M-1漫才大獎賽演出四季映姬·ヤマザナドゥ，並在第4回演出洩矢諏訪子。
- 澤木 奈奈留（沢木 ななる）

女性。在第2回東方M-1漫才大獎賽演出河城似鳥。
- 夢

女性。在第1回東方M-1漫才大獎賽演出射命丸文，並在第3回東風谷早苗。
- 杜 秋乃（杜 秋乃）

女性。在第3回東方M-1漫才大獎賽演出河城似鳥及射命丸文，並在第4回演出八坂神奈子。
- 音鳴 頃音（音鳴 ころね）

女性。在東方M-1漫才大獎賽系列演出犬走椛。
- りる

女性。在東方M-1漫才大獎賽系列演出伊吹萃香。
- 小泉 菜實（小泉 菜実）

女性。在東方M-1漫才大獎賽系列演出稗田阿求。
- 佐藤 貓丸（佐藤 ねこ丸）

女性。在第3回東方M-1漫才大獎賽演出霧雨魔理沙，並在第4回演出火焰貓燐。
在『第七龙神』的漫才廣告動畫之中聲演。
- 天使 雛乃（天使 ひなの）

女性。在第3回東方M-1漫才大獎賽演出十六夜咲夜。
- 金子未佳（ ）

女性。隸屬Dwango Artist Production的聲優。在第4回東方M-1漫才大獎賽演出鍵山雛及古明地覺。
- 豆太郎（ ）

女性。在第4回東方M-1漫才大獎賽演出水橋帕魯茜及靈烏路空。
- 瑚煎茶

女性。在第4回東方M-1漫才大獎賽演出蕾米莉亞·斯卡雷特及星熊勇儀。

## 外部連結
- 官方網頁 （页面存档备份，存于）
- うっちー的個人網誌 （页面存档备份，存于）
- 藤宮ゆき Twitter （页面存档备份，存于）
- レモンティー(お笑いコンビ)山田貴正 阿部哲陽 （页面存档备份，存于）

## 資料來源
1. ↑  . False&Trues. 2009-07-15  [2009-07-16]. （原始内容存档于2009-07-19） （日语）.
2. ↑  . Yellow Zebra. 2006-12-13  [2009-06-17]. （原始内容存档于2016-03-05） （日语）.
3. ↑  . Yellow Zebra. 2009-02-18  [2009-06-17]. （原始内容存档于2017-08-16） （日语）.
4. ↑  . Yellow Zebra. 2009-06-16  [2009-06-17]. （原始内容存档于2016-03-04） （日语）.
5. 1 2 3 4 5  . Yellow Zebra. 2009-07-16  [2009-07-16]. （原始内容存档于2016-03-04） （日语）.
6. 1 2  . うっちー. 2009-07-15  [2009-07-16] （日语）.[]
7. ↑  . うっちー. 2008-11-30  [2009-06-17]. （原始内容存档于2016-03-05） （日语）.
8. ↑  . うっちー. 2009-05-31  [2009-06-17]. （原始内容存档于2016-03-05） （日语）.
9. ↑  根據過往的製作者對談
10. ↑  . Yellow Zebra. 2008-12-29  [2009-06-17]. （原始内容存档于2009-02-18） （日语）.
11. ↑  . りぇる. 2009-07-16  [2009-07-16] （日语）.[永久]
12. ↑  . ニコニコ大百科. 2009-07-15  [2009-07-16]. （原始内容存档于2009-12-02） （日语）.